# Saint-Cyr-du-Ronceray
Saint-Cyr-du-Ronceray ist eine ehemalige französische Gemeinde mit 647 Einwohnern (Stand: 1. Januar 2013), den Saint-Cyriens, im Département Calvados in der Region Normandie.
Am 1. Januar 2016 wurde Saint-Cyr-du-Ronceray im Zuge einer Gebietsreform zusammen mit vier benachbarten Gemeinden als Ortsteil in die neue Gemeinde Valorbiquet eingegliedert. Saint-Cyr-du-Ronceray stellt dabei als „übergeordneter Ortsteil“ den Verwaltungssitz von Valorbiquet dar.

## Geografie
Saint-Cyr-du-Ronceray liegt im Pays d’Auge. Rund zwölf Kilometer nordnordwestlich des Ortes befindet sich Lisieux. Das ostnordöstlich gelegene Bernay ist gut 24 Kilometer entfernt. Die Orbiquet fließt (nord-)östlich von Saint-Cyr-du-Ronceray.

## Bevölkerungsentwicklung
| Jahr                             | 1793 | 1836 | 1876 | 1926 | 1946 | 1975 | 1990 | 2013 |
| Einwohner                        | 517  | 400  | 258  | 184  | 207  | 309  | 707  | 647  |
| Quelle: Cassini, EHESS und INSEE |      |      |      |      |      |      |      |      |

## Sehenswürdigkeiten
- Kirche Saint-Cyr-et-Sainte-Julitte aus dem 16. Jahrhundert

## Politik
Mit der deutschen Gemeinde Leinach besteht seit 2003 eine seit November 1998 entwickelte Partnerschaft.